# Rama

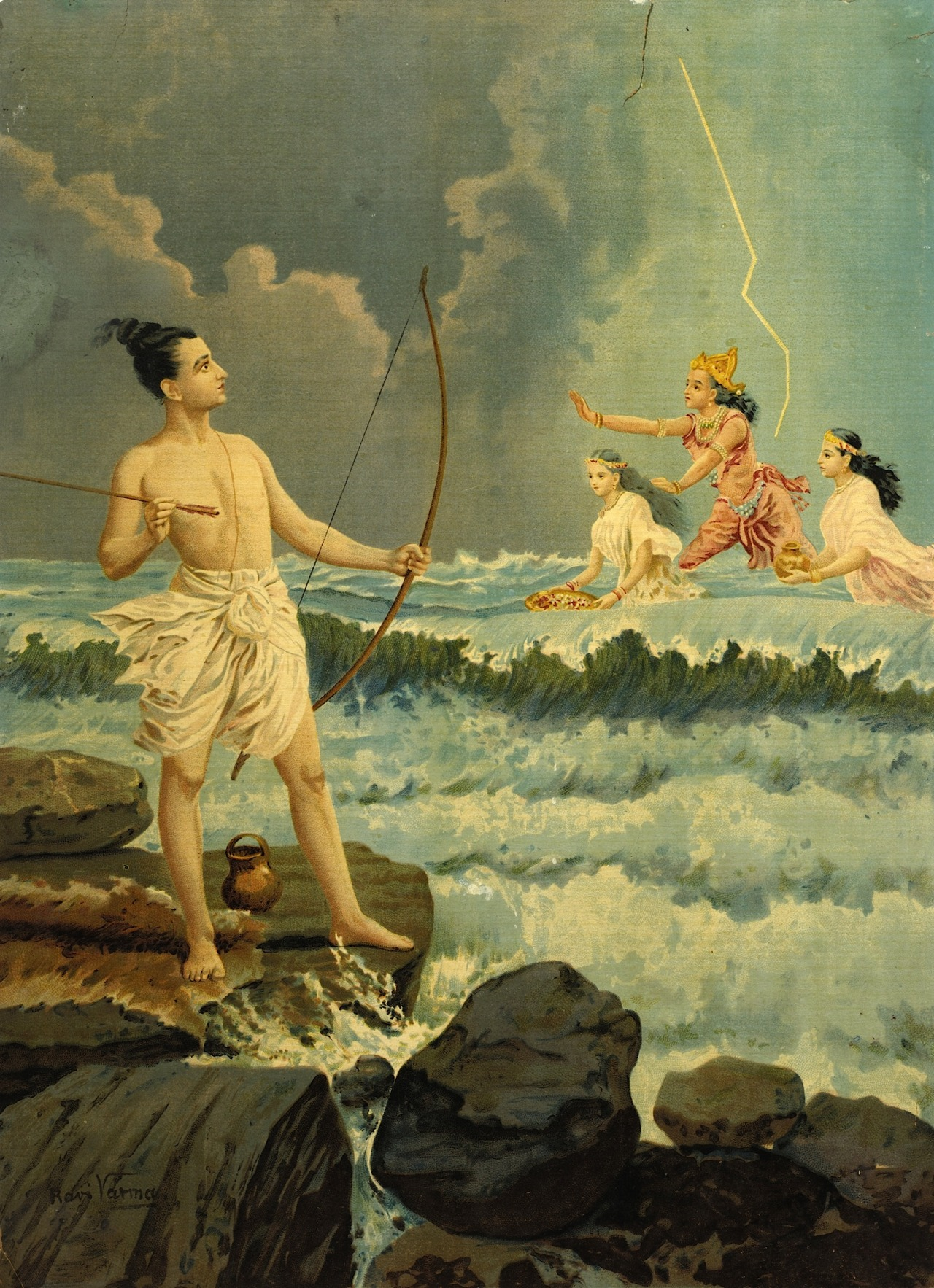
Varuna ermege das ondas para Rama lhe revelando que ele era o avatar de Vixnu.

Rama (no devanágari: राम), no hinduísmo, é considerado um dos avatares do deus Vishnu. A ele é dedicado o poema sagrado Ramáiana, uma das mais respeitadas narrativas históricas (Itihasas) da cultura védica.
Ramachandra significa a fonte do todo o prazer, que é comparado a Chandra, a lua encantadora, ou aquele que brilha na Terra.
A vida e a jornada de Rama são baseadas na aderência perfeita ao dharma. Pela honra do seu pai, Rama abandona a sua pretensão ao trono de Kosala para ficar em exílio por catorze anos na floresta.
É o símbolo do grande homem, o perfeito filho, o perfeito marido, irmão, amigo e governante.
Sua saga está descrita na epopeia literário-religiosa do Ramáiana, onde é relatado com detalhes seu casamento com Sita, e sua luta contra o demônio Ravana, o mais terrível demônio do mundo. Recebeu ajuda de Hanuman nesta empreitada. (Chicale)
O conceito da conversão não pertence a este sistema religioso.
No livro Encontro com Rama de Arthur C. Clarke, a nave alienígena recebe o nome da divindade hindu.